# San Gabriel (Suchitepéquez)
San Gabriel (en honor a su santo patrono Gabriel Arcángel) es un municipio del departamento de Suchitepéquez de la región sur-occidente de la República de Guatemala.
Después de la Independencia de Centroamérica en 1821, el Estado de Guatemala estableció los circuitos para la administración de justicia por el sistema de juicios de jurados en su territorio y San Gabriel fue asignado al Circuito de Mazatenango en el distrito N.º11 (Suchitepéquez).  En 1838 junto con el resto del occidente guatemalteco pasó a formar parte del Estado de Los Altos, el cual fue creado por los criollos liberales guatemaltecos para salir del control de los conservadores guatemaltecos, pero este fue retomado por la fuerza por el general mestizo conservador Rafael Carrera en 1840.
En 1942 fue dañado severamente por el fuerte sismo que asoló a la región.

## Toponimia
Muchos de los nombres de los municipios y poblados de Guatemala constan de dos partes: el nombre del santo católico que se venera el día en que fueron fundados y una descripción con raíz náhuatl; esto se debe a que las tropas que invadieron la región en la década de 1520 al mando de Pedro de Alvarado estaban compuestas por soldados españoles y por indígenas s y cholultecas.  En algunos casos, los poblados solamente tenían el nombre del santo, como el caso de San Gabriel, el cual fue nombrado así en honor a San Gabriel Arcángel.

## Demografía
El municipio tenía una proyección de población aproximada de 7636 habitantes según los cálculos del censo de población de 2018 con una densidad de 477 personas por kilómetro cuadrado; tiene una población indígena con un porcentaje de 46 % y un 53 % es de ladinos.

## Geografía física
El municipio de San Gabriel es el municipio más pequeño que tiene el departamento de Suchitepéquez ya que tiene sólo 16 km².

### Ubicación geográfica
San Gabriel se encuentra a una distancia de 3 km de la cabecera departamental Mazatenango y está rodeado por municipios del departamento de Suchitepéquez:
- Norte: Mazatenango
- Sur: San Lorenzo
- Este: Santo Domingo Suchitepéquez y Mazatenango
- Oeste: Cuyotenango[6]

|                    | Norte: Mazatenango |                                               |
| Oeste: Cuyotenango |                    | Este: Santo Domingo Suchitepéquez Mazatenango |
|                    | Sur: San Lorenzo   |                                               |

## Gobierno municipal
Los municipios se encuentran regulados en diversas leyes de la República, que establecen su forma de organización, lo relativo a la conformación de sus órganos administrativos y los tributos destinados para los mismos.  Aunque se trata de entidades autónomas, se encuentran sujetos a la legislación nacional y las principales leyes que los rigen desde 1985 son:
| N.º | Ley                                                | Descripción |
| --- | -------------------------------------------------- | --- |
| 1   | Constitución Política de la República de Guatemala | Tiene una regulación legal específica para los municipios en los artículos 253 al 262. |
| 2   | Ley Electoral y de Partidos Políticos              | Ley de carácter constitucional aplicable a los municipios en el tema de la conformación de sus autoridades electas. |
| 3   | Código Municipal                                   | Decreto 12-2002 del Congreso de la República de Guatemala. Tiene la categoría de ley ordinaria y contiene preceptos generales aplicables a todos los municipios, e inclusive contiene legislación referente a la creación de los municipios.             |
| 4   | Ley de Servicio Municipal                          | Decreto 1-87 del Congreso de la República de Guatemala. Regula las relaciones entra la municipalidad y los servidores públicos en materia laboral. Tiene su base constitucional en el artículo 262 de la constitución que ordena la emisión de la misma. |
| 5   | Ley General de Descentralización                   | Decreto 14-2002 del Congreso de la República de Guatemala. Regula el deber constitucional del Estado, y por ende del municipio, de promover y aplicar la descentralización y desconcentración económica y administrativa.                                |

El gobierno de los municipios está a cargo de un Concejo Municipal mientras que el código municipal —ley ordinaria que contiene disposiciones que se aplican a todos los municipios— establece que «el concejo municipal es el órgano colegiado superior de deliberación y de decisión de los asuntos municipales […] y tiene su sede en la circunscripción de la cabecera municipal»; el artículo 33 del mencionado código establece que «[le] corresponde con exclusividad al concejo municipal el ejercicio del gobierno del municipio».
El concejo municipal se integra con el alcalde, los síndicos y concejales, electos directamente por sufragio universal y secreto para un período de cuatro años, pudiendo ser reelectos.
Existen también las Alcaldías Auxiliares, los Comités Comunitarios de Desarrollo (COCODE), el Comité Municipal del Desarrollo (COMUDE), las asociaciones culturales y las comisiones de trabajo. Los alcaldes auxiliares son elegidos por las comunidades de acuerdo a sus principios y tradiciones, y se reúnen con el alcalde municipal el primer domingo de cada mes, mientras que los Comités Comunitarios de Desarrollo y el Comité Municipal de Desarrollo organizan y facilitan la participación de las comunidades priorizando necesidades y problemas.
Los alcaldes que ha habido en el municipio son:
- 2012-2016: René López[9]

## Historia

### Tras la independencia de Centroamérica
La constitución del Estado de Guatemala promulgada el 11 de octubre de 1825 también estableció los circuitos para la administración de justicia en el territorio del Estado y menciona que San Gabriel era parte del Circuito de Mazatenango en el distrito N.º11 (Suchitepéquez) junto con el propio Mazatenango, Samayaque, San Lorenzo, Santo Domingo, Retalhuleu, San Antonio Suchitepéquez, San Bernardino, Sapotitlán y Santo Tomás.

### El efímero Estado de Los Altos
A partir del 3 de abril de 1838, San Gabriel fue parte de la región que formó el efímero Estado de Los Altos y que forzó a que el Estado de Guatemala se reorganizara en siete departamentos y dos distritos independientes el 12 de septiembre de 1839:
- Departamentos: Chimaltenango, Chiquimula, Escuintla, Guatemala, Mita, Sacatepéquez, y Verapaz
- Distritos: Izabal y Petén[10]

La región occidental de la actual Guatemala había mostrado intenciones de obtener mayor autonomía con respecto a las autoridades de la ciudad de Guatemala desde la época colonial, pues los criollos de la localidad consideraban que los criollos capitalinos que tenían el monopolio comercial con España no les daban un trato justo.  Pero este intento de secesión fue aplastado por el general Rafael Carrera, quien reintegró al Estado de Los Altos al Estado de Guatemala en 1840.

### Terremoto de 1942
El 6 de agosto de 1942, el poblado fue sacudido por un sismo que se produjo a las 17:37 hora local (23:37 UTC) y tuvo una magnitud de 7.7 en la escala de magnitud de momento (Mw) y 7.9 en la escala de Magnitud de onda superficial (Ms). El epicentro se encontró a lo largo de la costa sur de Guatemala,.
El terremoto causó extensos daños en el altiplano central y occidental de Guatemala. Treinta y ocho personas murieron en el terremoto. Los deslizamientos de tierra, causados por la combinación del terremoto y las fuertes lluvias estacionales, destruyeron carreteras, incluso la Carretera Interamericana, y líneas telegráficas.

## Condiciones de vida
Muchas personas se quedan en el municipio y practican la actividad comercial como la agricultura, artesanía, otras se dedican a la venta informal, por tanto es el sustento diario de los habitantes.
San Gabriel es conocida como la tierra de la flor del nardo, culturas ancestrales que últimamente el municipio ha perdido por la baja cantidad de indígenas que habitan en el lugar. La situación sociopolítica de San Gabriel ha entrado en controversia por corrupción por el partido de la UNE (Unidad Nacional de la Esperanza) dirigida por el exalcalde Matías Miss y su sucesor el exalcalde Luis Ixcoy ambos del mismo partido en diferentes periodos.